# Спенсер, Джон, 5-й граф Спенсер
Джон Пойнтц Спенсер, 5-й граф Спенсер (англ. John Poyntz Spencer, 5th Earl Spencer; 27 октября 1835 — 13 августа 1910) — английский аристократ и политик, близкий друг премьер-министра Уильяма Гладстона. Лорд-лейтенант Ирландии (1868—1874, 1882—1885), лорд-председатель Совета (1880—1883, 1886), первый лорд Адмиралтейства (1892—1895), лидер Либеральной партии в Палате лордов (1902—1905), лорд-лейтенант Нортгемптоншира, (1872—1908), старший член Тайного совета (1906—1910).
С 1845 по 1857 год — виконт Элторп. Также был известен как «Красный граф» из-за  длинной, внушительной рыжей бороды.
Титулы: 5-й граф Спенсер (1857—1910), виконт Элторп (1857—1910), барон Спенсер из Элторпа (1857—1910) и виконт Спенсер из Элторпа (1857—1910).

## Ранняя жизнь и образование
Родился 27 октября 1835 года в Спенсер-хаузе в Лондоне. Единственный сын Фредерика Спенсера, 4-го графа Спенсера (1798—1857), и его первой жены, Джорджианы Элизабет Пойтнц (1799—1851), дочери Уильяма Пойнтца. Его младший — единокровный — брат (сын Фредерика Спенсера от второго брака) Чарльз Спенсер, будущий 6-й граф Спенсер (1857—1922), был видным политиком от партии вигов. 
Джон Спенсер получил образование в школе Хэрроу и Тринити-колледже в Кембридже, который закончил в 1857 году.

## Политическая карьера (1857—1885)
Почти сразу после окончания Тринити-колледжа Джон Спенсер был избран в Палату общин от Южного Норгемптоншира от либеральной партии. Затем он совершил турне по Северной Америке. В декабре 1857 года Джон Спенсер вернулся в Великобританию. В конце декабря того же года после смерти своего отца, Фредерика Спенсера, унаследовал титул графа Спенсера и занял отцовское место в Палате лордов.
В 1859 году Джон Спенсер включён в состав Тайного совета Великобритании. В 1868 году лорд Спенсер получил от нового премьер-министра Уильяма Гладстона должность лорда-лейтенанта Ирландии. Ирландия стала главной заботой всю оставшуюся политическую карьеру лорда Спенсера. На своей должности лорда-лейтенанта он занимался реализацией акта о ликвидации государственной церкви в Ирландии 1869 года и ирландским земельным актом 1870 года, оба из которых он всячески поддерживал. Лорд Спенсер, по сути, пошёл дальше, чем большинство его коллег-министров, включая самого премьера Уильяма Гладстона, заявив о создании правительственных трибуналов для обеспечения справедливой ренты на ирландских землевладельцев.
Лорд Спенсер вместе со сменяющими друг друга главными секретарями по делам Ирландии, Чичестером Фортескью и лордом Харингтоном (кузеном Спенсера), поддерживал принудительные законодательные меры для борьбы с ростом аграрных преступлений, но в то же время поддерживал политику освобождения заключенных фениев, когда это возможно. Также во время своего пребывания вторично в должности лорда-лейтенанта Ирландии Спенсеру пришлось иметь дело с биллем Гладстона об ирландских университетах (1873). Несмотря на усилия Спенсера, чтобы заручиться поддержкой католических иерархов в пользу законопроекта, они выступили против. В марте 1873 года билль об Ирландском университете не был принят Палатой общин. В феврале 1874 года правительство Гладстона потерпело поражение на выборах, лорд Спенсер лишился своего поста. Когда Уильям Гладстон в 1880 году вторично стал премьер-министром, лорд Спенсер вошел в состав кабинета в качестве лорда-председателя Совета (1880—1883), нёс ответственность за политику в области образования, в частности был ответственен за несколько крупных образовательных реформ этого периода. В мае 1882 года Гладстон принял решение об освобождении из заключения лидера ирландских националистов, Чарльза Стюарта Парнелла, что привело к отставке главного секретаря по делам Ирландии Уильяма Эдварда Форстера. В результате лорд Спенсер, сохранив за собой должность лорда-председателя Совета в кабинете министров, вновь был назначен лордом-лейтенантом Ирландии.
Лорд Спенсер и его новый главный секретарь, лорд Фредерик Кавендиш (племянник Гладстона), 5 мая 1882 года отправились в Ирландию. На следующий день в Феникс-парке, в Дублине, во время прогулки по резиденции вице-короля, ирландские националисты убили лорда Фредерика Кавендиша и его заместителя Томаса Генри Берка. Джон Спенсер провел реформирование ирландской полиции и начал борьбу с тайными обществами, ответственными за эти убийства. В конце второго срока пребывания Спенсера в должности лорда-лейтенанта Ирландии остров посетили принц и принцесса Уэльские, но Спенсер не получил от королевы Виктории согласия на создание королевской резиденции в Ирландии.

## Политическая карьера (1885—1905)

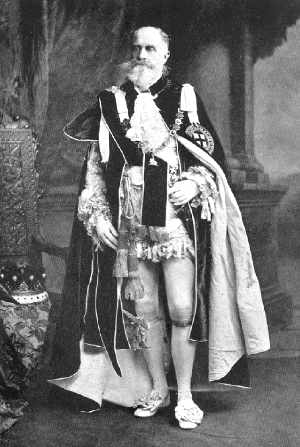
Джон Спенсер, 5-й граф Спенсер, кавалер Ордена Подвязки

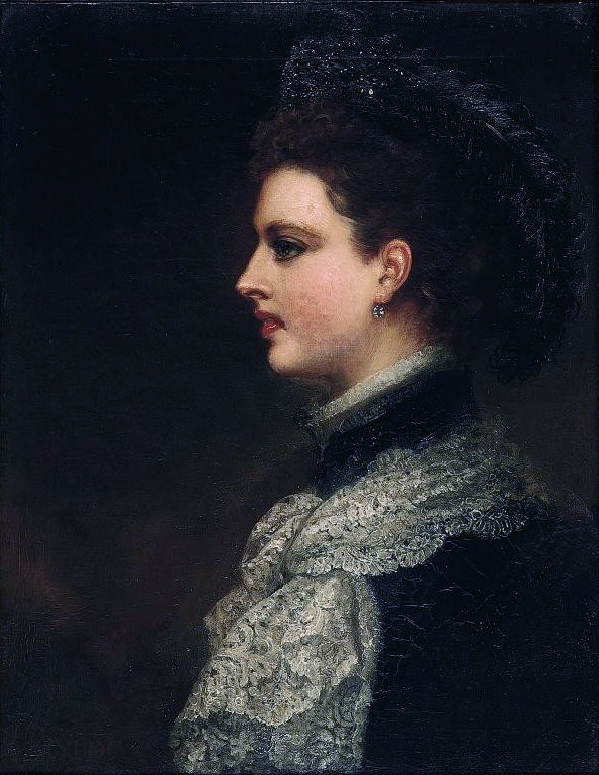
Шарлотта, графиня Спенсер (1835—1903). Худ. Луи Уильям Дезанж

К 1885 году второе правительство Гладстона было в очень слабой позиции. Все усилия Спенсера по принятию ирландском криминального акта и акта о свободном приобретении земли в Ирландии столкнулись с противодействием радикалов в кабинете министров — Джозефа Чемберлена и сэра Чарльза Дилька, которые надеялись использовать возможности законодательства для передачи большей степени местного самоуправления в Ирландии. В начале июня 1885 года правительство Гладстона было отправлено в отставку. В феврале 1886 года Уильям Гладстон в очередной раз был назначен премьер-министром, а лорд Спенсер в третий раз стал лордом-председателем Совета. Он сыграл важную роль в разработке законопроекта о Гомруле (местное самоуправление в Ирландии). После провала законопроекта в парламенте лорд Спенсер вместе со своим начальником Уильямом Гладстоном а августе 1886 года ушёл в оппозицию. Позиция лорда Спенсера о самоуправлении Ирландии привела к его социальному остракизму другими членами высшего общества, в том числе и самой королевы Виктории. Джон Спенсер провёл много своего времени в оппозиции, приводя свои личные финансы в порядок. В 1888 году лорд Спенсер назначен председателем Совета графства Нортгемптоншир, продолжив работу с Гладстоном и другими либеральными лидерами в определении формы самоуправления в Ирландии.
В августе 1892 года либеральная партия вернулась к власти, Уильям Гладстон в четвертый раз стал премьер-министром. Лорд Спенсер получил должность первого лорда Адмиралтейства (англ.). В марте 1894 года правительство Гладстона было отправлено в отставку. Сам Гладстон надеялся, что лорд Спенсер станет его преемником, но королева Виктория назначила новым премьер-министром лорда Розбери. Лорд Спенсер продолжал служить в правительстве Розбери и ушел в отставку после падения либерального правительства в июне 1895 года. В свои поздние годы лорд Спенсер оставался активным в политике. Лорд Спенсер был ключевой поддержкой для лидера либеральной партии в Палате общин Генри Кэмпбелла-Баннермана. В 1902 году после смерти лорда Кимберли Джон Спенсер был избран лидером либеральной партии в Палате лордов. В феврале 1905 года лорд Спенсер также назывался потенциальным кандидатом на должность премьер-министра от либеральной партии, но 11 октября того же года он перенес инсульт, который закончил его политическую карьеру, за два месяца до возвращения либеральной партии к власти.

## Участие в создании территориальных батальонов
29 августа 1859 года лорд Спенсер из своих арендаторов создал и возглавил в звании капитана 1-й стрелковый нортгемптонский добровольческий корпус. В следующем 1860 году добровольческий корпус был преобразован в батальон. 2 апреля 1861 года Джон Спенсер был произведен в майоры. Также в 1859 году лорд Спенсер стал одним из ведущих членов комитета Национальной стрелковой ассоциации Соединённого Королевства.
21 мая 1902 года лорд Спенсер был назначен почетным полковником Нортгемптонского йоменского полка.

## Другие государственные назначения
В 1865 году лорд Спенсер был председателем королевской комиссии по чуме крупного рогатого скота, наряду с лордом Крэнборном, Робертом Лоу и Лайоном Плейфером.
Лорд Спенсер также был канцлером Университета Виктории.

## Придворный
В 1859—1866 годах лорд Спенсер служил при королевском дворе принца Альберта Саксен-Кобург-Готского (супруга королевы Виктории), а затем их старшего сына, принца Эдуарда Уэльского. В 1876 году руководил приёмом императрицы Елизаветы Австрийской, прибывшей на охоту в графство Нортгемптоншир.

## Личная жизнь
8 июля 1858 года лорд Спенсер женился на Шарлотте Сеймур (28 сентября 1835 — 31 октября 1903), дочери Фредерика Чарльза Уильяма Сеймура (1797—1856) и леди Мэри Гордон (ум. 1825), внучке лорда Хью Сеймура. Их брак был бездетным. В октябре 1903 года 68-летняя леди Спенсер скончалась. Сам лорд Спенсер умер в возрасте 74 лет в Элторпе в августе 1910 года. Ему наследовал его единокровный брат, Чарльз Роберт Спенсер (1857—1922), ставший 6-м графом Спенсером.

## Титулы и стили
- 1835—1845: Мистер Джон Спенсер
- 1845—1857: Виконт Элторп
- 1857: Виконт Элторп, депутат Палаты общин
- 1857—1859: Достопочтенный Граф Спенсер
- 1859—1865: Достопочтенный Граф Спенсер, член Тайного совета Великобритании
- 1865—1910: Достопочтенный Граф Спенсер, кавалер Ордена Подвязки, член Тайного совета Великобритании.